# New Jersey Nets 2000-2001
La stagione 2000-01 dei New Jersey Nets fu la 25ª nella NBA per la franchigia.
I New Jersey Nets arrivarono sesti nella Atlantic Division della Eastern Conference con un record di 26-56, non qualificandosi per i play-off.

## Roster
| N° | Naz.                   | Ruolo | Sportivo           | Anno | Alt. | Peso |
| -- | ---------------------- | ----- | ------------------ | ---- | ---- | ---- |
| 2  | Stati Uniti (bandiera) | G     | Kevin Ollie        | 1972 | 193  | 88   |
| 2  | Stati Uniti (bandiera) | G     | Doug Overton       | 1969 | 191  | 86   |
| 5  | Stati Uniti (bandiera) | A     | Jamel Thomas       | 1973 | 198  | 98   |
| 6  | Stati Uniti (bandiera) | A     | Kenyon Martin      | 1977 | 206  | 106  |
| 8  | Stati Uniti (bandiera) | G     | Eddie Gill         | 1978 | 183  | 86   |
| 11 | Stati Uniti (bandiera) | G     | Sherman Douglas    | 1966 | 183  | 82   |
| 12 | Stati Uniti (bandiera) | G     | Lucious Harris     | 1970 | 196  | 86   |
| 13 | Stati Uniti (bandiera) | G     | Kendall Gill       | 1968 | 196  | 88   |
| 14 | Stati Uniti (bandiera) | C     | Jamie Feick        | 1974 | 206  | 118  |
| 20 | Stati Uniti (bandiera) | GA    | Johnny Newman      | 1963 | 201  | 86   |
| 22 | Stati Uniti (bandiera) | C     | Jim McIlvaine      | 1972 | 216  | 109  |
| 24 | Stati Uniti (bandiera) | A     | Stephen Jackson    | 1978 | 203  | 99   |
| 31 | Stati Uniti (bandiera) | A     | Mark Strickland    | 1970 | 206  | 95   |
| 33 | Stati Uniti (bandiera) | G     | Stephon Marbury    | 1977 | 188  | 82   |
| 34 | Stati Uniti (bandiera) | AC    | Aaron Williams     | 1971 | 206  | 100  |
| 42 | Stati Uniti (bandiera) | C     | Evan Eschmeyer     | 1975 | 211  | 118  |
| 44 | Stati Uniti (bandiera) | A     | Keith Van Horn     | 1975 | 208  | 100  |
| 45 | Mali (bandiera)        | C     | Soumaila Samake    | 1978 | 213  | 104  |
| 50 | Georgia (bandiera)     | C     | Vladimer St'epania | 1976 | 213  | 107  |

## Staff tecnico
- Allenatore: Byron Scott
- Vice-allenatori: Lawrence Frank, Eddie Jordan, Mike O'Koren